# 苦修主義

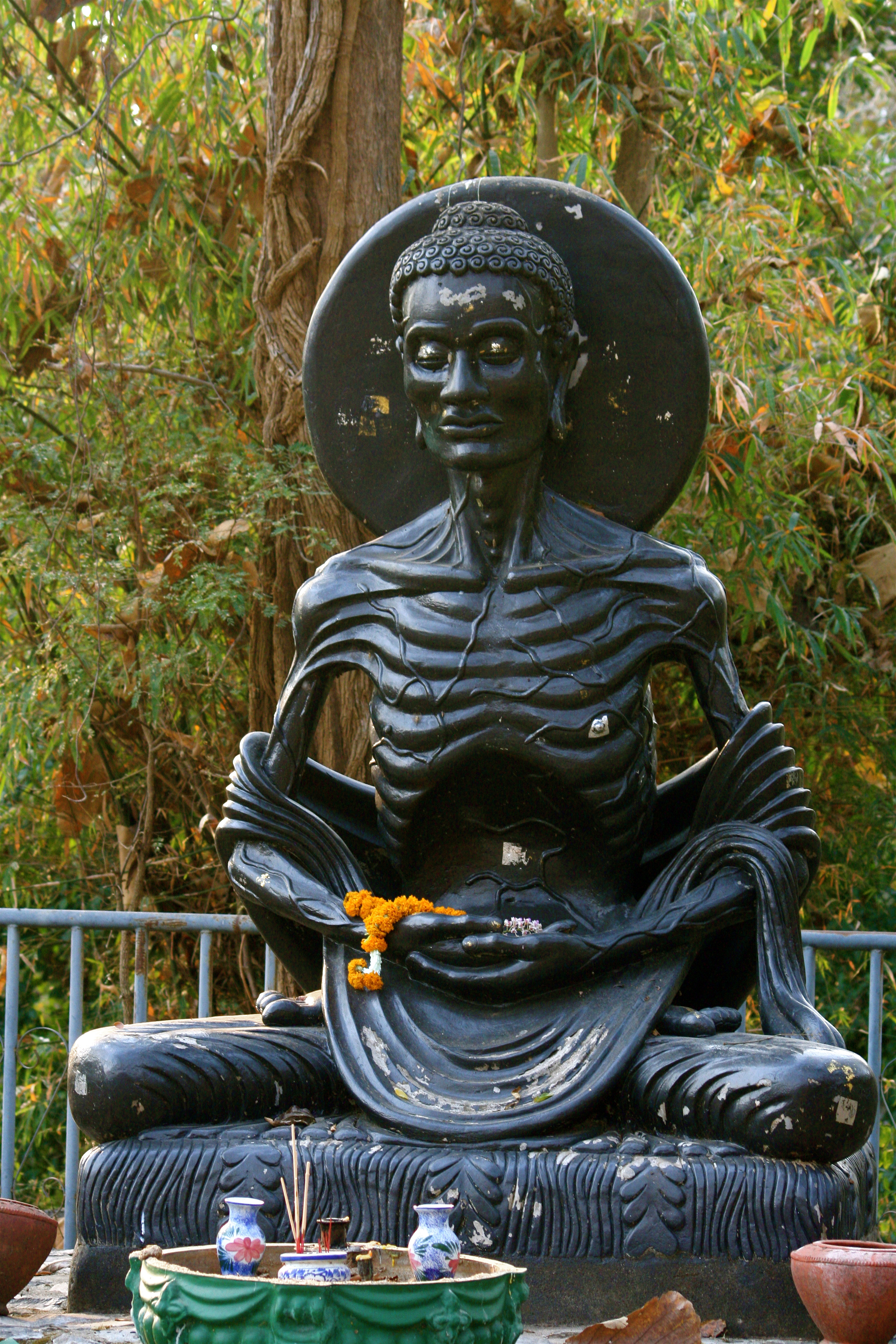
為了追求無上正等正覺，歷史上的释迦牟尼首先經歷嚴格的苦修，然後才轉向溫和的中道

苦修主義（Asceticism）是一種生活型態，其特徵通常是對若干俗世歡愉的禁絕（禁慾），以達至宗教上及靈性上的目標。苦修主義可能會離群索居，也可能仍是社會的一部分，但會維持簡樸的生活方式，例如放棄物質享受以及身體享樂，花時間禁食，專心在宗教靈性相關的實踐或反思。有些人在苦修時也會避免讓自己接觸會分心的事物，例如酒、香煙、藥品、娛樂、性、食物等。
在許多的宗教以及哲學傳統中都有苦修主義的實務，像是佛教、耆那教、印度教、伊斯蘭教、猶太教、基督教、斯多葛主義、伊比鳩魯學派及毕达哥拉斯主义。

## 基督宗教的苦修主義
許多古典时代晚期的基督宗教作家，例如俄利根、耶柔米、约翰一世、奥古斯丁，都以高度苦修的宗教環境來詮釋聖經文本。聖經中苦修主義的例子包括施洗約翰、耶穌、十二使徒以及保羅。在死海古卷中有記錄猶太人中的艾賽尼派的苦修及禁慾。早期的基督教著作（例如慕善集）以及實踐（例如靜修）都可以佐證對苦修宗教生活的重視。其他基督宗教苦修主義的實踐者有底比斯的保羅、登塔者西蒙、圣达味、大馬士革的聖約翰及亞西西的方濟各。
神學家理查．芬恩認為，許多早期基督宗教的苦修主義可以追溯到猶太教，而不是希臘苦修主義的傳統。不過芬恩也承認，有些基督宗教苦修主義的想法是來自希臘道德思想。當人懷著慾望和激情想要身體的享樂時，不可能會有道德的生活。在當時的神學中，道德不是在對和錯之間的平衡，而是靈性的轉變，生活簡單、節儉，並且享有幸福。
中東的沙漠曾是許多基督教苦修者、隱士的住處，包括聖安東尼、Mary of Egypt、登塔者西蒙等人，這些人統稱為Desert Fathers及Desert Mothers。根據东正教的傳統所述，在963年時在阿索斯山建立了名為Lavra的修道院協會。這也成為這個世紀东正教苦修群體最重要的信仰中心。近代在阿索斯山及迈泰奥拉仍是相當重要的信仰中心。

## 佛教的禁慾
佛教认为，世界有五欲；殺，盜，淫，妄，酒。而淫欲是其首要，正如《楞严经》说“淫心不除，尘不可出。”如果要脱离六道轮回趋入涅槃，必须断掉淫欲。
故对於出家僧侣要求全断淫欲，称爲“净行”，是一种善法，帮助从轮回中脱离而灭苦；不断五欲爲“不净行”，是不善法，会让人深陷在轮回中。
为了遮止五欲贪，除了节制淫欲，出家僧侣还有非常多的相关戒律，比如新鞋必须由他人穿几遍才能自己使用，新得布料不能用整塊必须切割连缀製成袈裟方能使用，以此破除对衣鞋的执着心。甚至一日一餐或两餐，按律过午則不應食，化緣飲食不得挑剔，俱應接受，连对饮食的貪愛也要節制。在大乘佛教中，戒食肉荤同样很重要。沙彌十戒和八關齋戒中還包括不欣賞情歌豔舞和不塗香抹粉等。可以說，佛教的修行就是始於對五欲的厭離、禁斷。
而对在家居士而言，虽然不及出家人严格禁欲，但也需要恪守最基本的五条原则，即“五戒”：不殺生、不偷盜、不邪淫、不妄語、不飲酒。其中的“不邪淫”即不欲邪行，即允许在家居士进行常规行房，但不得以不正常、过度追求取乐甚至违背人伦、与非夫妻之人行房，甚至佛誕、某些紀念日、聖日也不允許行房。

## 伊斯蘭教的苦修主義

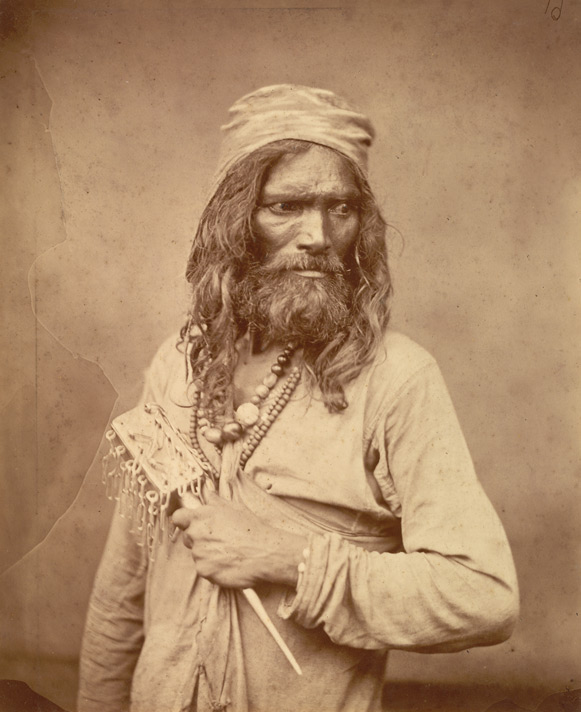
1860年在孟加拉的穆斯林苦修主義者（法基爾）

阿拉伯文中的苦修是Zuhd（زهد）。伊斯蘭教的先知穆罕默德以及其跟隨者都會進行苦修。不過，當代的伊斯蘭教主流沒有苦修的傳統，只有蘇非主義保留了幾個世紀的苦修傳統伊斯蘭教文獻以及穆斯林歷史學家指出在穆斯林征服中東及北非時期（西元第七至第十世紀），部份護衛前線地帶的穆斯林戰士也是苦修主義者。許多文獻也指出一些天主教修道士離開基督教，改信伊斯蘭教，加入吉哈德，同時也有許多的穆斯林戰士離開伊斯蘭教，改信基督教，成為修道士。伊斯蘭教研究的學者認為Zuhd是第十世紀出現蘇非主義的前身，透過Junayd of Baghdad、Al-Qushayri、al-Sarrāj、Ali Hujwiri等人的著作流傳下來。

## 其他禁慾行為
德國哲學家叔本華主張禁欲，他說：“欲望越强烈，越贪求我欲之满足的人，他所感到的痛苦也就更多更深。因为欲望经常附在他身上不断地啃噬他，使他的心灵充满苦恼。如此积久成习之后，一旦欲望的对象全部消失，他几乎便以看别人的痛苦为乐了。反之，一个否定求生意志的人，从外表看起来，他的确是贫穷、一无所有、既无欢乐亦无生趣的人，则心灵则是一片清澄，充满宁静和喜悦。他们不会被不安的生存冲动或欢天喜地的事情所驱策，因为这些都是强烈痛苦的先导。他们不贪图生之快乐，因为喜悦过后往往是接续苦恼的状态。”